# Atranzitivní relace
V matematice se binární relace R na množině X nazývá atransitivní, právě když pro žádných n {\displaystyle (n\geq 2)} na sebe navazujících přiřazení {\displaystyle x_{1}Rx_{2},x_{2}Rx_{3},\ldots ,x_{n}Rx_{n+1}} neplatí, že je {\displaystyle x} v relaci s {\displaystyle x_{n+1}}.
Formálně zapsáno:
{\displaystyle \left(\bigcup _{i=2}^{\infty }R^{i}\right)\cap R=\emptyset }